# Bodaviken
Bodaviken är en vik vid norra Bråviksstranden i Östergötland. Vid viken har ett flertal fornfynd gjorts.
Folkskolläraren Torsten Engström, som tidigare hittat flera stenåldersboplatser i trakten, upptäckte 1925 husgrunder liknande de som fanns vid Ringstad gård. Tillsammans med Arthur Nordén lyfte Engström på torven och karterade boplatsen, men fynden var få och kunde inte dateras. 1936 tog Nordén itu med en mer utförlig undersökning av fornlämningsområdet, ett fyrtiotal gravar (runda och kvadratiska stensättningar, samt treuddar) och åtta husgrunder (bostadshus, bodar, fähus och smedja). Precis som vid Ringstad gård rörde det sig om en äldremedeltida gård anlagd på och intill gravar från järnåldern.
I en av husgrunderna gjorde Nordén ett mycket speciellt fynd, en så kallad guldgubbe från vendeltiden. Det är ett litet guldbleck föreställande en man och en kvinna som omfamnar varandra. Inga fler hade vid tidpunkten hittats i Östergötland, men en bronspatris för tillverkning av liknande hittades 2007 vid Sättuna i Kaga socken.
Nordén tolkade gårdsanläggningen som en sydligare belägen föregångare till Svintuna vid kastalen Uttersberg i Krokeks socken, där de medeltida kungarna stannade på sin Eriksgata.